# Zrzesz Kaszëbskô
«Зжеш Кашебско» (кашуб. Zrzesz Kaszëbskô, пол. Kaszubska Więź — «Кашубская связь») — журнал кашубского меньшинства в Польше, издавался на кашубском языке и польском, сначала в Гдыне, затем с 1934 года в Картузы, в послевоенная Польше в Вейхерово.
Журнал был основан в Гдыне в мае 1933 года как печатный орган Регионального объединения кашубов, но редакция переехала в Картузы. С 1936 года журнал выходил ежемесячно. В августе 1939 года выпуск журнала был прекращён. После второй мировой войны с 4 октября 1945 года остался восстановленный в Вейхерово как журнал Издательского кооператива «Зжеш Кашебско». Снова закрыт осенью 1947 года. В период 1992—1993 возобновил его общественный кашубский деятель Эдмунд Каминьский.